# NGC 4
NGC 4 ist eine Linsenförmige Galaxie vom Hubble-Typ S0 im Sternbild Fische auf der Ekliptik. Sie ist schätzungsweise 400 Millionen Lichtjahre von der Milchstraße entfernt und hat einen Durchmesser von etwa 70.000 Lichtjahren. 
 Im selben Himmelsareal befinden sich die Galaxien NGC 3, NGC 7837, NGC 7838, NGC 7840.
Das Objekt wurde am 29. November 1864 vom deutschen Astronomen Albert Marth entdeckt.